# Talen in België
Het Koninkrijk België heeft drie officiële talen. In volgorde van aantallen sprekers: Nederlands, Frans en Duits. Een aantal niet-officiële talen, of minderheidstalen, worden ook gesproken.

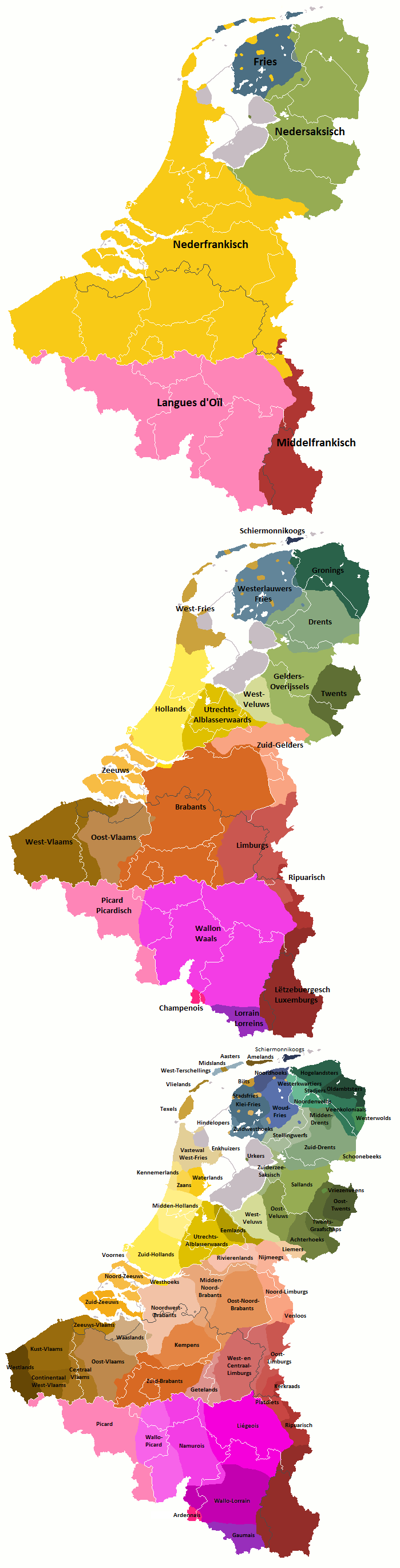
De regionale Dialecten van de Benelux.

## Officiële talen

### Nederlands
Ongeveer 60% van de bevolking spreekt Nederlands als primaire taal. Het Nederlands zoals dat in Nederland wordt gesproken, ook Noord-Nederlands genoemd, is sterk gerelateerd aan het Nederlands zoals dat in Vlaanderen wordt gesproken, ook Vlaams of Zuid-Nederlands genoemd. Het Nederlands is de officiële taal van de Vlaamse Gemeenschap en van het Vlaams Gewest (samengegaan tot Vlaanderen) en samen met het Frans in het Brussels Hoofdstedelijk Gewest. De belangrijkste dialecten die in België worden gesproken zijn: Brabants, West-Vlaams, Oost-Vlaams en het Limburgs. Het originele Brabantse dialect is sterk beïnvloed door het Frans, dat lange tijd de enige officiële bestuurstaal was. Ook in Oost-Vlaanderen en West-Vlaanderen is er een historisch overblijfsel van de toenmalige officiële voertaal Frans aanwezig. 

### Frans

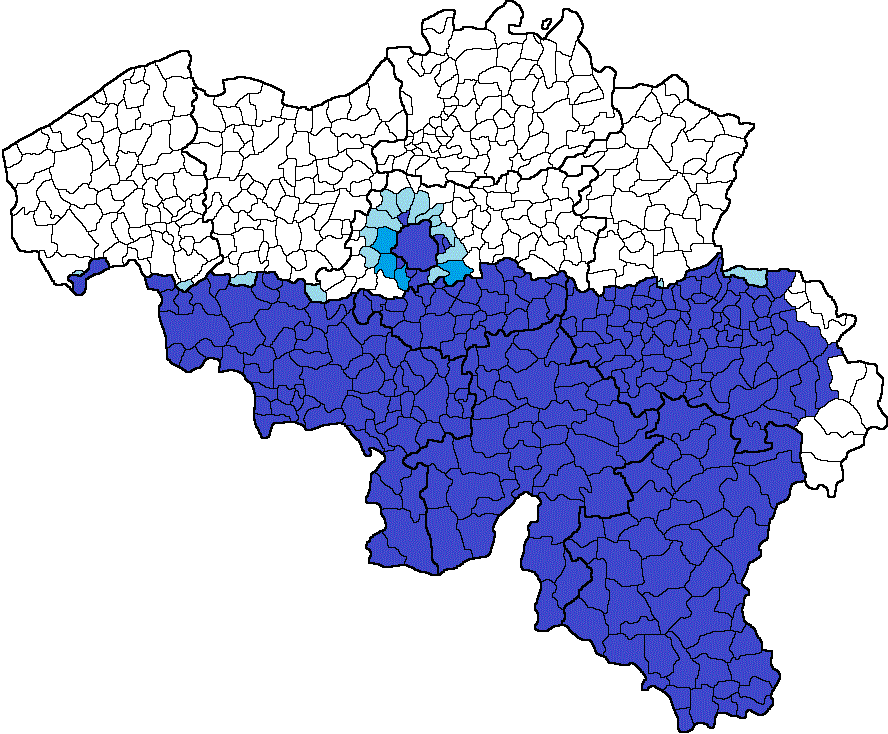
Kaart van Franstalig België.

De tweede meest gesproken taal is het Frans. Dit is de voertaal in de Franse Gemeenschap en het is de dominerende taal in Wallonië. 

##### Statuut van Brussel
Het Frans wordt ook gesproken in het Brussels Hoofdstedelijk Gewest, waar een deel het Frans als moedertaal heeft (50%) of als lingua franca (45%). De meerderheidstaal in Brussel is Frans (ongeveer 75%), met Nederlands (tussen 5% en 10%) en een aanzienlijke minderheid van allofonen. Volgens professor Janssens waren de vijf meest gesproken talen in Brussel-Hoofdstad in 2006 Frans (95,5%), Engels (35,4%), Nederlands (28,2%), Spaans (7,3%) en Arabisch (6,3%) . Er zijn dus veel Vlamingen die het Frans spreken als tweede taal.
Tussen 2008 en 2018 is de beheersing van het Nederlands gehalveerd. Karl Vanlouwe (N-VA) is van mening dat de verantwoordelijkheid gedeeld moet worden. "Verschillende lokale overheden dragen een zekere verantwoordelijkheid, evenals het Gewest en zeker ook de Franse Gemeenschap, die te weinig investeert in het onderwijzen van het Nederlands aan haar leerlingen," aldus Vanlouwe .

### Duits
Het Duits is de kleinste taal van België. Het wordt maar door 0,7% van de gehele bevolking gesproken als moedertaal. De bewoners (76.300) van de Duitstalige Gemeenschap zijn voor 97% Duitstalig. Dit gebied werd door de Vrede van Versailles in 1919 toegekend aan België als compensatie voor het oorlogsleed in de Eerste Wereldoorlog.

### Erkende regionale talen
De Franstalige Gemeenschap erkende in 1990 officieel de volgende regionale talen: Waals, Lotharings, Picardisch, Luxemburgs en Champenois.

## Gebarentalen
België had vroeger één gebarentaal: de Belgische Gebarentaal. Door het federaliseringsproces is deze echter gesplitst in twee variëteiten: De Vlaamse Gebarentaal, gebruikt binnen de Vlaamse Gemeenschap en de Frans-Belgische Gebarentaal (ook weleens "Waalse Gebarentaal" genoemd), gebruikt binnen de Franse Gemeenschap. Beide gebarentalen zijn officieel erkend door hun respectievelijke gemeenschap, de Franse-Belgische sinds 2003, de Vlaamse sinds 2006.
De Duitstalige Gemeenschap heeft geen officieel erkende gebarentaal. Zowel de Frans-Belgische als de Duitse Gebarentaal worden gebruikt.

## Meertaligheid
In 2006 publiceerde de Université catholique de Louvain (in Louvain-la-Neuve, Waals-Brabant) een rapport waar in valt te lezen dat Vlamingen vaker meertalig zijn dan de Walen. 59% van de Vlamingen spreekt Frans en nog eens 53% spreekt Engels. In Wallonië spreekt 19% Nederlands en 17% Engels. In Brussel zegt 95% Frans te kunnen spreken, 59% Nederlands en 41% Engels.

## Lijst van alle talen naar percentage sprekers in België
Onderstaande tabel is gebaseerd op gegevens uit 2005.
| Taal              | Percentage moedertaal | Percentage vreemde taal | Percentage totaal |
| ----------------- | --------------------- | ----------------------- | ----------------- |
| Nederlands        | 56                    | 15                      | 71                |
| Frans             | 38                    | 48                      | 86                |
| Duits             | 1                     | 27                      | 28                |
| Spaans            | 1                     | 6                       | 7                 |
| Italiaans         | 2                     | 3                       | 5                 |
| Arabisch          | 1                     | 1                       | 2                 |
| Pools             | 1                     | 0                       | 1                 |
| Turks             | 1                     | 0                       | 1                 |
| Engels            | 0                     | 59                      | 59                |
| Andere            | 1                     | 20                      | 21                |
| Geen vreemde taal | n.v.t.                | 26                      | 26                |